# В ім'я життя
«В ім'я життя» — радянський чорно-білий художній фільм, поставлений на кіностудії «Ленфільм» в 1946 році режисерами Олександром Зархі і Йосипом Хейфицем. Прем'єра фільму в СРСР відбулася 12 березня 1947 року.

## Сюжет
Фільм розповідає про молодих хірургів, які працюють над складною медичною проблемою. Після низки невдач деякі перестають вірити в успіх. Однак головний герой завзято продовжує роботу.

## У ролях
- Віктор Хохряков — Петров, хірург
- Михайло Кузнецов — Колєсов, хірург
- Олег Жаков — Рождєствєнський, хірург
- Клавдія Лепанова — Олена Погодіна, актриса
- Людмила Шабаліна — Віра
- Володимир Дорофєєв — Назаркін, складач
- Олександр Зражевський — Полознєв
- Михайло Ростовцев — вчений на бенкеті
- Микола Черкасов — сторож Лукич
- Маргарита Громико — Аннушка, дочка Назаркіна
- Інна Кондратьєва — Анна Михайлівна, асистент
- Олена Кирилова — Ганна Яківна, дружина професора Полознєва
- Борис Кудряшов — Іван Онисимович, портьє
- Ольга Аросєва — епізод
- Валентина Романова — покоївка
- Віра Попова — старенька, мати Четверикова
- Павло Волков — член президії зборів
- Володимир Сладкопєвцев — вчений на бенкеті
- Лев Степанов — постоялець готелю
- Борис Жуковський — вчений
- Петро Андрієвський — голова вченої ради
- Володимир Таскін — журналіст
- Анатолій Степанов — Девяткин, шофер
- Лев Кровицький — вчений
- Віктор Чайников — актор у виставі

## Знімальна група
- Автори сценарію — Євген Габрилович, Олександр Зархі, Йосип Хейфиц за участю Сергія Єрмолинського
- Постановка — Олександра Зархі, Йосип Хейфіц
- Головний оператор — В'ячеслав Горданов
- Композитор — Венедикт Пушков
- Художник — Микола Суворов
- Директор картини — Михайло Шостак